# Franz Joseph Ronge
Franz Joseph Ronge, auch Franz Josef Ronge, (* 4. Dezember 1857; † 1921) war ein deutscher Ministerialbeamter.

## Leben
Franz Ronge trat 1877 in den Postdienst ein und war 1886 kommissarischer Oberpostdirektionssekretär an der Oberpostdirektion Hamburg. 1892 wurde er als Postkassierer Postinspektor bei der Oberpostdirektion Potsdam. Zwei Jahre später wurde er Geheimer expedierender Sekretär und Kalkulator im Personalbüro des Reichspostamts. Als Postrat kam er 1897 nach Frankfurt am Main und 1904 nach Hamburg. 1905 wurde er Leiter der Oberpostdirektion in Straßburg und blieb dies bis 1908.
Später kam er an das Reichspostministerium und war hier u. a. 1919 als Ministerialdirektor Leiter der Abteilung I (Postbetrieb, Postgesetzgebung, Postordnung).
Ronge war 1920 Teilnehmer am 7. Weltpostkongress in Madrid und nahm in seiner Funktion als Ministerialdirektor an Kabinettssitzungen, wie z. B. am 31. Oktober 1921, teil. Er war u. a. an der Ausarbeitung der Entwürfe für das Gesetz über das Posttaxwesen im Gebiet des Deutschen Reiches und das Gesetz über Postgebühren beteiligt.